# Reprezentacja Kamerunu w piłce nożnej kobiet
Reprezentacja Kamerunu w piłce nożnej kobiet – reprezentacja Kamerunu piłkarek nożnych, sterowana przez Fédération Camerounaise de Football. Jest powoływana przez selekcjonera, w niej występować mogą wyłącznie zawodniczki posiadające obywatelstwo kameruńskie.
Największymi sukcesami reprezentacji jest 4-krotne zdobycie srebrnych medali na mistrzostwach Afryki (1991, 2004, 2014, 2016), a także osiągnięcie 1/8 finału na mistrzostwach świata (2015, 2019).

## Udział w turniejach międzynarodowych

### Mistrzostwa świata
Dotychczas żeńskiej reprezentacji Kamerunu 2 razy udało się awansować do finałów mistrzostw świata. W 2015 i 2019 dotarła do 1/8 finału. 
| Rok   | Runda                     | Pozycja                   | M                         | W                         | R                         | P                         | GZ                        | GS                        |
| ----- | ------------------------- | ------------------------- | ------------------------- | ------------------------- | ------------------------- | ------------------------- | ------------------------- | ------------------------- |
| 1991  | Nie zakwalifikowała się   | Nie zakwalifikowała się   | Nie zakwalifikowała się   | Nie zakwalifikowała się   | Nie zakwalifikowała się   | Nie zakwalifikowała się   | Nie zakwalifikowała się   | Nie zakwalifikowała się   |
| 1995  | Wycofała się z eliminacji | Wycofała się z eliminacji | Wycofała się z eliminacji | Wycofała się z eliminacji | Wycofała się z eliminacji | Wycofała się z eliminacji | Wycofała się z eliminacji | Wycofała się z eliminacji |
| 1999  | Nie zakwalifikowała się   | Nie zakwalifikowała się   | Nie zakwalifikowała się   | Nie zakwalifikowała się   | Nie zakwalifikowała się   | Nie zakwalifikowała się   | Nie zakwalifikowała się   | Nie zakwalifikowała się   |
| 2003  | Nie zakwalifikowała się   | Nie zakwalifikowała się   | Nie zakwalifikowała się   | Nie zakwalifikowała się   | Nie zakwalifikowała się   | Nie zakwalifikowała się   | Nie zakwalifikowała się   | Nie zakwalifikowała się   |
| 2007  | Nie zakwalifikowała się   | Nie zakwalifikowała się   | Nie zakwalifikowała się   | Nie zakwalifikowała się   | Nie zakwalifikowała się   | Nie zakwalifikowała się   | Nie zakwalifikowała się   | Nie zakwalifikowała się   |
| 2011  | Nie zakwalifikowała się   | Nie zakwalifikowała się   | Nie zakwalifikowała się   | Nie zakwalifikowała się   | Nie zakwalifikowała się   | Nie zakwalifikowała się   | Nie zakwalifikowała się   | Nie zakwalifikowała się   |
| 2015  | 1/8 finału                | 11                        | 4                         | 2                         | 0                         | 2                         | 9                         | 4                         |
| 2019  | 1/8 finału                | 15                        | 4                         | 1                         | 0                         | 3                         | 3                         | 8                         |
| Razem | Turniejów finał.          | 2/8                       | 8                         | 3                         | 0                         | 5                         | 12                        | 12                        |

### Igrzyska Olimpijskie
Piłkarki Kamerunu tylko raz zakwalifikowały się na turniej finałowy Igrzysk Olimpijskich. Najwyższe osiągnięcie to faza grupowa w 2012 roku. 
| Rok   | Runda                             | M                                 | W                                 | R                                 | P                                 | GZ                                | GS                                |                                   |
| ----- | --------------------------------- | --------------------------------- | --------------------------------- | --------------------------------- | --------------------------------- | --------------------------------- | --------------------------------- | --------------------------------- |
| 1996  | Wycofała się z eliminacji         | Wycofała się z eliminacji         | Wycofała się z eliminacji         | Wycofała się z eliminacji         | Wycofała się z eliminacji         | Wycofała się z eliminacji         | Wycofała się z eliminacji         | Wycofała się z eliminacji         |
| 2000  | Nie zakwalifikowała się           | Nie zakwalifikowała się           | Nie zakwalifikowała się           | Nie zakwalifikowała się           | Nie zakwalifikowała się           | Nie zakwalifikowała się           | Nie zakwalifikowała się           | Nie zakwalifikowała się           |
| 2004  | Nie zakwalifikowała się           | Nie zakwalifikowała się           | Nie zakwalifikowała się           | Nie zakwalifikowała się           | Nie zakwalifikowała się           | Nie zakwalifikowała się           | Nie zakwalifikowała się           | Nie zakwalifikowała się           |
| 2008  | Nie zakwalifikowała się           | Nie zakwalifikowała się           | Nie zakwalifikowała się           | Nie zakwalifikowała się           | Nie zakwalifikowała się           | Nie zakwalifikowała się           | Nie zakwalifikowała się           | Nie zakwalifikowała się           |
| 2012  | Faza grupowa                      | 3                                 | 0                                 | 0                                 | 3                                 | 1                                 | 11                                |                                   |
| 2016  | Nie zakwalifikowała się           | Nie zakwalifikowała się           | Nie zakwalifikowała się           | Nie zakwalifikowała się           | Nie zakwalifikowała się           | Nie zakwalifikowała się           | Nie zakwalifikowała się           | Nie zakwalifikowała się           |
| 2020  | Eliminacje jeszcze nie rozgrywane | Eliminacje jeszcze nie rozgrywane | Eliminacje jeszcze nie rozgrywane | Eliminacje jeszcze nie rozgrywane | Eliminacje jeszcze nie rozgrywane | Eliminacje jeszcze nie rozgrywane | Eliminacje jeszcze nie rozgrywane | Eliminacje jeszcze nie rozgrywane |
| Razem | 1/6                               | 3                                 | 0                                 | 0                                 | 3                                 | 1                                 | 11                                |                                   |

### Mistrzostwa Afryki
Kameruńskiej drużynie 13 razy udało się zakwalifikować do finałów Pucharu Narodów Afryki. 4-krotnie zdobywała tytuł wicemistrza.
| Rok   | Runda                       | M                           | W                           | R                           | P                           | GZ                          | GS                          |                             |
| ----- | --------------------------- | --------------------------- | --------------------------- | --------------------------- | --------------------------- | --------------------------- | --------------------------- | --------------------------- |
| 1991  | Wicemistrz                  | 2                           | 0                           | 0                           | 2                           | 0                           | 6                           |                             |
| 1995  | Wycofała się w ćwierćfinale | Wycofała się w ćwierćfinale | Wycofała się w ćwierćfinale | Wycofała się w ćwierćfinale | Wycofała się w ćwierćfinale | Wycofała się w ćwierćfinale | Wycofała się w ćwierćfinale | Wycofała się w ćwierćfinale |
| 1998  | 4. miejsce                  | 4                           | 2                           | 0                           | 2                           | 7                           | 13                          |                             |
| 2000  | Faza grupowa                | 3                           | 1                           | 0                           | 2                           | 4                           | 6                           |                             |
| 2002  | 3. miejsce                  | 5                           | 2                           | 2                           | 1                           | 7                           | 5                           |                             |
| 2004  | Wicemistrz                  | 5                           | 1                           | 3                           | 1                           | 8                           | 10                          |                             |
| 2006  | 4. miejsce                  | 5                           | 1                           | 2                           | 2                           | 6                           | 10                          |                             |
| 2008  | 4. miejsce                  | 5                           | 2                           | 1                           | 2                           | 4                           | 6                           |                             |
| 2010  | 4. miejsce                  | 5                           | 2                           | 1                           | 2                           | 7                           | 11                          |                             |
| 2012  | 3. miejsce                  | 5                           | 2                           | 1                           | 2                           | 6                           | 5                           |                             |
| 2014  | Wicemistrz                  | 5                           | 3                           | 0                           | 2                           | 5                           | 4                           |                             |
| 2016  | Wicemistrz                  | 5                           | 4                           | 0                           | 1                           | 6                           | 1                           |                             |
| 2018  | 3. miejsce                  | 5                           | 3                           | 2                           | 0                           | 10                          | 4                           |                             |
| Razem | 13/13                       | 49                          | 20                          | 10                          | 19                          | 60                          | 77                          |                             |

### Igrzyska afrykańskie
Reprezentacja kraju w 2011 triumfowała w rozgrywkach Igrzysk afrykańskich.
| Rok   | Runda        | M  | W | R | P | GZ | GS |
| ----- | ------------ | -- | - | - | - | -- | -- |
| 2003  | 3. miejsce   | 5  | 2 | 1 | 2 | 7  | 5  |
| 2007  | Zrezygnowała | 0  | 0 | 0 | 0 | 0  | 0  |
| 2011  | Mistrz       | 4  | 4 | 0 | 0 | 7  | 0  |
| 2015  | Wicemistrz   | 4  | 1 | 2 | 1 | 4  | 4  |
| Razem | 4/4          | 13 | 7 | 3 | 3 | 18 | 9  |